# Теригенні відклади

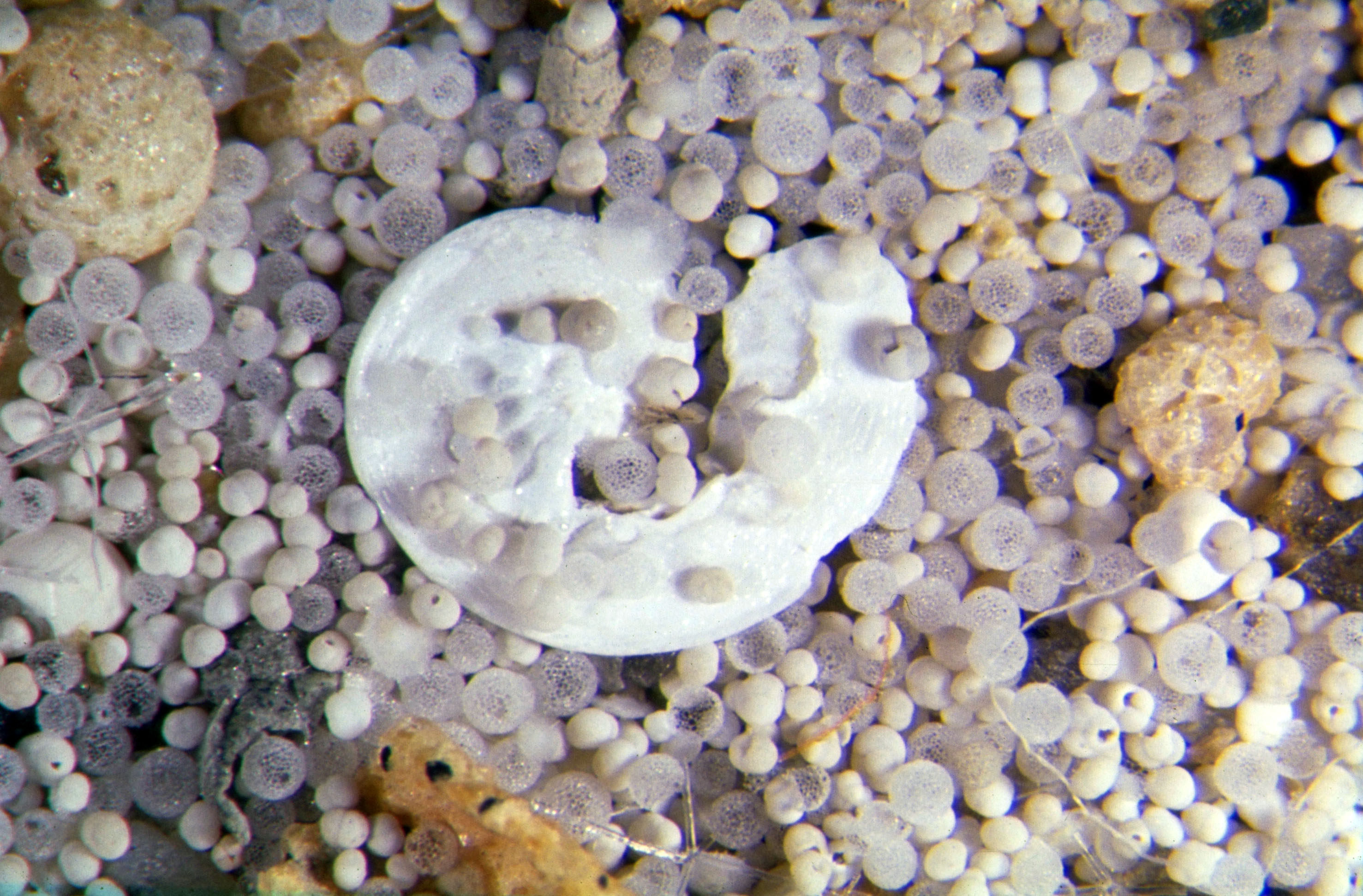
Мезо- та мікрофосилії зразка відкладень віком 12 000 років із континентального схилу Антарктиди: Радіолярії (з аморфного SiO_{2}, сіруватих, насправді прозорих сфероїдів), спікули губок (також з аморфного SiO_{2}) і форамініфери (з CaCO_{3} і аглютинованого мулу, більші та/або яскравіші сфери). Ширина ділянки зображення приблизно 10 мм.

Териге́нні ві́дклади (англ. terrigenous deposits; нім. terrigene Ablagerungen f pl) — вид осадових відкладів світового океану. Геологічні відклади, що складаються з уламків гірських порід і мінералів, які утворилися внаслідок перенесення продуктів руйнування суходолу й перевідкладення їх на схилах, у долинах річок, морських та озерних басейнах. З теригенних відкладів утворюються уламкові гірські породи. 
Теригенні відклади складаються з продуктів руйнування берегів морськими хвилями і течіями, а також матеріалу, принесеного річками, та меншою мірою вітром або льодовиками, продуктів руйнування підводних гірських споруд. До теригенних відкладів відносять брили, валуни, гальку, гравій, пісок, мули материкового походження (червоний, зелений, синій і ін.). Теригенні відклади займають шельф і частину материкового схилу на площі близько 25% поверхні дна світового океану.
В теригенних відкладах зазвичай від 80 до 90 відсотків мінеральних частин і від 10 до 20 відсотків — біогенних.